# Giovanni Viola
Giovanni Viola (San Benigno Canavese, 20 de junho de 1926 - 7 de julho de 2008) foi um futebolista italiano que atuava como goleiro.

## Carreira
Giovanni Viola fez parte do elenco da Seleção Italiana de Futebol na Copa do Mundo de 1954, na Suíça, ele fez uma partida, na estreia contra a Suiça.

## Titulos
- Campeonato da Itália: 1949/50, 1951/52, 1957/58